# Équipe cycliste Kelme
Pour les articles homonymes, voir Kelme.
L'équipe cycliste Kelme est une ancienne formation espagnole de cyclisme professionnel sur route. Fondée en 1980 sous le parrainage de Kelme, elle a été dissoute le 20 août 2006 à la suite de l'implication de son directeur sportif et de plusieurs de ses coureurs dans l'affaire Puerto.

## Histoire de l'équipe
L'équipe est fondée en 1980 sous le parrainage de Kelme. Elle prend en 2002 le nom de Kelme-Costa Blanca, puis en 2004 Kelme-Comunidad Valenciana. L'équipe adopte son dernier nom en 2005. En août 2006, à la suite de l'implication de Vicente Belda dans l'affaire Puerto, l'équipe est dissoute. L'équipe Fuerteventura-Canarias, née en 2007, accueille 7 coureurs et une partie de l'encadrement de Comunidad Valenciana.

## Principales victoires

### Grands tours
| - Tour de France : - 15 participations (1980, 1981, 1988, 1989, 1990, 1994, 1995, 1996, 1997, 1998, 1999, 2000, 2001, 2002, 2003) - 10 victoires d'étapes : - 2 en 1988 : Fabio Parra, Juan Martínez Oliver - 1 en 1994 : Francisco Cabello - 1 en 1996 : José Jaime González - 1 en 1999 : Fernando Escartín - 2 en 2000 : Javier Otxoa, Santiago Botero - 1 en 2001 : Félix Cárdenas - 2 en 2002 : Santiago Botero (2) - 0 victoire finale - Meilleur classement : - 1999 Fernando Escartín 3° - 3 classements annexes : - Prix de la combativité (1) : - 1995 : Hernán Buenahora - Classement de la montagne (1) : - 2000 : Santiago Botero - Classement du meilleur jeune (1) : - 2001 : Óscar Sevilla | - Tour d'Italie - 12 participations (1982, 1993, 1994, 1995, 1996, 1997, 1998, 1999, 2000, 2001, 2002, 2003) - 12 victoires d'étapes : - 1 en 1982 : Vicente Belda - 1 en 1994 : Laudelino Cubino - 1 en 1995 : Laudelino Cubino - 1 en 1996 : Ángel Edo - 2 en 1997 : José Luis Rubiera - 1 en 1998 : Ángel Edo - 2 en 1999 : Roberto Heras, José Jaime González - 1 en 2000 : José Luis Rubiera - 2 en 2002 : Aitor González (2) - 0 victoire finale - Meilleur classement : - 1999 : Roberto Heras 5° - 2 classements annexes : - Grand Prix de la montagne (2) : - 1997 : José Jaime González - 1999 : José Jaime González | - Tour d'Espagne - 26 participations (1980, 1981, 1982, 1983, 1984, 1985, 1986, 1987, 1988, 1989, 1990, 1991, 1992, 1993, 1994, 1995, 1996, 1997, 1998, 1999, 2000, 2001, 2002, 2003, 2004, 2005) - 42 victoires d'étapes : - 5 en 1981 : Prieto, Fernández, Murga, Suárez, Belda - 3 en 1982 : Heredia, Recio, Fernández - 1 en 1984 : José Recio - 2 en 1985 : José Recio (2) - 1 en 1986 : José Recio - 1 en 1987 : Carlos Emiro Gutiérrez - 4 en 1988 : Gastón (2), Parra, Martínez - 2 en 1990 : Néstor Mora, Martín Farfán - 1 en 1991 : Antonio Miguel Díaz - 1 en 1992 : Julio César Cadena - 1 en 1994 : Ángel Yesid Camargo - 1 en 1997 : Roberto Heras - 1 en 1998 : Roberto Heras - 3 en 2000 : Roberto Heras (2), Félix Cárdenas - 2 en 2001 : Santiago Botero (2) - 4 en 2002 : Aitor González (3), Santiago Botero - 2 en 2003 : Alejandro Valverde (2) - 4 en 2004 : Valverde, Eladio Jiménez, José Cayetano Juliá, Javier Pascual Rodríguez - 3 en 2005 : Eladio Jiménez, Quesada, Plaza - 2 victoires finales : - 2000 : Roberto Heras - 2002 : Aitor González - 3 classements annexes : - Grand Prix de la montagne (1) : - 1990 : Martín Farfán - Classement par points (1) : - 2000 : Roberto Heras - Classement du combiné (1) : - 2003 : Alejandro Valverde |

### Championnats nationaux

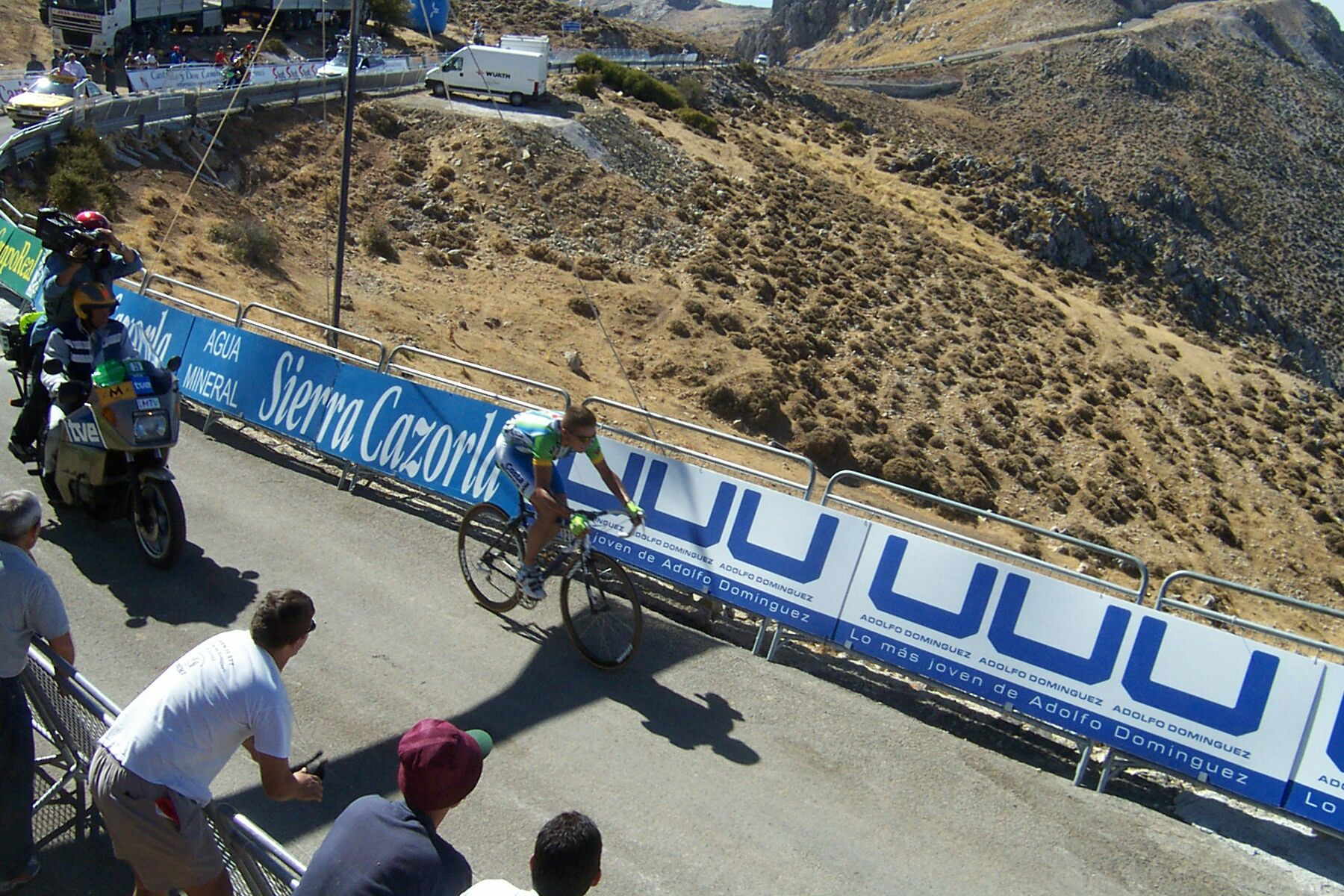
Óscar Sevilla en 2002 avec le maillot de l'équipe Kelme-Costa Blanca

- Championnat de Colombie sur route : 1
  - Course en ligne : 1993 (Federico Muñoz)
- Championnat du Costa Rica sur route : 1
  - Contre-la-montre : 2004 (José Adrián Bonilla)
- Championnat d'Espagne sur route : 1
  - Course en ligne : 1993 (Ignacio García Camacho)
- Championnat de Russie sur route : 1
  - Course en ligne : 1992 (Assiat Saitov)

## Classements UCI
Jusqu'en 1998, les équipes cyclistes sont classées par l'UCI dans une division unique. En 1999 le classement UCI par équipes est divisé entre GSI, GSII et GSIII. L'équipe Kelme est classée en GSII durant cette période. Les classements détaillés ci-dessous sont ceux de l'équipe en fin de saison. Les coureurs demeurent en revanche dans un classement unique.
| Saison | Classement par équipes | Meilleur coureur au classement individuel |
| ------ | ---------------------- | ----------------------------------------- |
| 1995   | 23e                    | Laudelino Cubino (105e)                   |
| 1996   | 20e                    | Fernando Escartín (51e)                   |
| 1997   | 13e                    | Fernando Escartín (12e)                   |
| 1998   | 16e                    | Fernando Escartín (14e)                   |
| 1999   | 18e                    | Roberto Heras (10e)                       |
| 2000   | 5e                     | Roberto Heras (5e)                        |
| 2001   | 14e                    | Óscar Sevilla (8e)                        |
| 2002   | 13e                    | Aitor González (7e)                       |
| 2003   | 22e                    | Alejandro Valverde (7e)                   |
| 2004   | 1re (GSII)             | Alejandro Valverde (5e)                   |

En 2005, l'équipe ne fait pas partie des vingt équipes participant au ProTour et est classée à l'UCI Europe Tour en tant qu'équipe continentale professionnelle.
| Saison | Classement par équipes | Meilleur coureur au classement individuel |
| ------ | ---------------------- | ----------------------------------------- |
| 2005   | 3e                     | Rubén Plaza (14e)                         |
| 2006   | 10e                    | Rubén Plaza (25e)                         |